# 야율질라
야율질라(耶律迭剌, ?~?)는 자(字)는 운독곤(雲獨昆)으로 중서성좌대상(中臺省左大相)을 지냈다. 야율살라적(耶律撒剌的)과 소암모근(蕭巖母斤)의 삼남이자, 요(遼)의 건국자 야율아보기(耶律阿保機)의 친동생이다. 또한 진국군절도사(鎭國軍節度使) 야율합주(耶律合住)의 조부이다. 야율질라와 그의 형 야율랄갈(耶律剌葛)은 모반을 일으켰다가 야율랄갈은 도망가고 야율질라와 야율안단(耶律安端)은 투항하였으나, 야율아보기는 야율질라에게 장형을 내린 뒤에 석방하였다. 신책(神冊) 3년(918), 야율질라는 남쪽으로 도주하려 했다가 발각되었고, 친척들이 사면을 요청하였다. 야율아보기는 평소 동생 야율인저석(耶律寅底石)의 아내 녈리곤(涅里袞)을 싫어했기에 녈리곤이 야율질라 대신에 죽는다는 조건을 걸었고 녈리곤이 목을 매어 자결한 후에야 다시 야율질라를 사면했다.

## 거란소자 창제
925년 야율질라는 거란 소자를 창제하였다. 거란 소자는 일부 거란 대자나 한자와 같은 약호(logogram)에 기반하기도 했지만, 위에서 아래로 쓰는 고대 위구르 문자(Uyghur alphabet)에서 유래하기도 했다. 한 위구르 사신이 야율질라에게 위구르 문자를 보여주기도 했다.